# Économie du Sénégal
 (mai 2025).
La mise en forme du texte ne suit pas les recommandations de Wikipédia : il faut le « wikifier ».
Les points d'amélioration suivants sont les cas les plus fréquents. Le détail des points à revoir est peut-être précisé sur la page de discussion.
- Les titres sont pré-formatés par le logiciel. Ils ne sont ni en capitales, ni en gras.
- Le texte ne doit pas être écrit en capitales (les noms de famille non plus), ni en gras, ni en italique, ni en « petit »…
- Le gras n'est utilisé que pour surligner le titre de l'article dans l'introduction, une seule fois.
- L'italique est rarement utilisé : mots en langue étrangère, titres d'œuvres, noms de bateaux, etc.
- Les citations ne sont pas en italique mais en corps de texte normal. Elles sont entourées par des guillemets français : « et ».
- Les listes à puces sont à éviter, des paragraphes rédigés étant largement préférés. Les tableaux sont à réserver à la présentation de données structurées (résultats, etc.).
- Les appels de note de bas de page (petits chiffres en exposant, introduits par l'outil «  Source ») sont à placer entre la fin de phrase et le point final[comme ça].
- Les liens internes (vers d'autres articles de Wikipédia) sont à choisir avec parcimonie. Créez des liens vers des articles approfondissant le sujet. Les termes génériques sans rapport avec le sujet sont à éviter, ainsi que les répétitions de liens vers un même terme.
- Les liens externes sont à placer uniquement dans une section « Liens externes », à la fin de l'article. Ces liens sont à choisir avec parcimonie suivant les règles définies. Si un lien sert de source à l'article, son insertion dans le texte est à faire par les notes de bas de page.
- La présentation des références doit suivre les conventions bibliographiques. Il est recommandé d'utiliser les modèles {{Ouvrage}}, {{Chapitre}}, {{Article}}, {{Lien web}} et/ou {{Bibliographie}}. Le mode d'édition visuel peut mettre en forme automatiquement les références.
- Insérer une infobox (cadre d'informations à droite) n'est pas obligatoire pour parachever la mise en page.

Pour une aide détaillée, merci de consulter Aide:Wikification.
Si vous pensez que ces points ont été résolus, vous pouvez retirer ce bandeau et améliorer la mise en forme d'un autre article.
L'économie du Sénégal est la 21e économie africaine et la 4e de la sous-région ouest africaine après le Nigéria, la Côte d'Ivoire et le Ghana. Depuis 2012, on note une nette amélioration avec une croissance annuelle moyenne de 5,4 % entre 2012 et 2017. Parallèlement, le taux d'inflation reste stable à environ 1 % par an. L'économie du pays est donc l'une des plus dynamiques au monde, mais le faible niveau de départ de l'économie et la forte croissance démographique doivent être pris en compte. Cette croissance s’explique entre autres par les investissements importants effectués dans les infrastructures publiques, comme le prévoit le Plan Sénégal émergent (PSE) du président Macky Sall. Ces bons résultats s’expliquent aussi par la vitalité des exportations qui ont augmenté de près de 15 % en 2015 et de 13 % en 2016, soutenues par une diversification des produits agricoles (et une bonne météo), de la pêche et du secteur extractif. La croissance de l’économie sénégalaise est de 6 % en moyenne sur la période 2014-2019.
L'économie du Sénégal est tirée par l'exploitation minière, la construction, le tourisme, la pêche et l'agriculture, qui sont les principales sources d'emploi dans les zones rurales. L’économie sénégalaise se caractérise par de graves problèmes, notamment les conditions climatiques et la forte croissance démographique. La croissance démographique en 2017 était de 2,39 %. La forte croissance de la population a pour conséquence l'exode des populations des zones rurales en raison de pénuries alimentaires. Les conséquences qui en résultent sont des problèmes d'approvisionnement en eau ainsi que d'évacuation des eaux usées et des déchets. En outre, l'augmentation du trafic dans la capitale entraîne une augmentation de la pollution sonore et atmosphérique.
Les principales industries exportatrices du pays sont l'extraction de phosphates, la production d'engrais, les produits agricoles et la pêche commerciale, ainsi que les projets d'exploration pétrolière.
Le Sénégal dépend fortement de l'aide des donateurs, des envois de fonds et des investissements directs étrangers. Le Sénégal est membre notamment de la Banque mondiale, de l'Organisation mondiale du commerce et de l'Union économique et monétaire ouest-africaine.
Les principaux freins au développement économique du pays sont entre autres une grande corruption avec une justice inefficace, des formalités administratives très lentes et un secteur éducatif défaillant.
Avec la pandémie de Covid-19, la croissance économique marque temporairement le coup : elle est de 1,5 % en 2020 mais repart à 6,5 % en 2021. Cependant, l'invasion de l'Ukraine par la Russie en 2022 entraîne des sanctions contre la Russie et une inflation des produits importés de Russie qui nuisent à la croissance. L'instabilité politique nationale n'aide pas le pays à retrouver sa croissance de la décennie 2010, même si la croissance est tout de même de 4 % en 2022 et 4,1 % en 2023.
En 2024, le nouveau gouvernement alerte sur les comptes insincères laissés par les gouvernements sous la présidence de Macky Sall. Plusieurs réévaluations de la dette publique font monter celle-ci à un chiffre oscillant entre 111 et 119 % du PIB, ce qui fait du Sénégal le pays le plus endetté d'Afrique.

## Infrastructures
Les investissements sont dissuadés principalement par le manque d’infrastructures, mais l’État tente de promouvoir la construction de routes.
Le président Macky Sall a annoncé en 2016 le démarrage d’importants projets d'infrastructures au Sénégal. Parmi eux : des investissements d'environ 600 millions d'euros dans l'approvisionnement en eau potable de la capitale Dakar.

### Réseau électrique
L’un des projets phares a été la mise en service des centrales électriques de Tobène (environ 80 km au nord-est de Dakar, dans la région de Thiès en mars 2016) et celle du Cap-des-Biches (Rufisque, dans la région de Dakar en juin 2016). L’État sénégalais, la Société nationale d’électricité (Senelec), le groupe énergétique américain ContourGlobal, la Société financière internationale (IFC – Groupe Banque mondiale) et l’Institution américaine de promotion des investissements (OPIC) avaient signé, à Dakar, un accord de financement de 91 millions de dollars pour la centrale du Cap-des-Biches. Quant à la centrale thermique de Tobène, d’un coût de 123 millions d’euros, elle fonctionne au fioul lourd, génère 96 mégawatts (MW) et apporte de l’électricité à environ 1,5 million de personnes,.
Pour le solaire, une centrale de 200 MW est également annoncée[réf. nécessaire].
La puissance électrique du Sénégal a doublé entre 2012 et 2018 aboutissant ainsi à un taux d’électrification de 64 % en 2018.

### Réseau hydraulique
Pour le volet hydraulique urbaine, deux grands projets sont aussi annoncés. Il s’agit de la construction d’une troisième usine d’eau d’une capacité de 200 000 mètres cubes par jour à Keur-Momar-Sarr dans la région de Louga et d’une station de dessalement d’eau de mer dans le quartier des Mamelles, dans la région de Dakar. Ces deux infrastructures d’un coût total de 390 milliards de F CFA (600 millions d’euros) vont contribuer à « sécuriser l’approvisionnement en eau potable de la capitale pour 20 ans au moins ».

### Agroindustrie
L’agroindustrie n'est pas en reste avec l’injection de 20 milliards de F CFA en 2016 dans les activités du Programme des domaines agricoles communautaire (PRODAC). Ces fermes agricoles sont censées contribuer à la politique d’autosuffisance alimentaire et à la lutte contre le chômage des jeunes[réf. nécessaire].
Afin de soutenir la santé animale, l’accès aux marchés et la gestion des ressources naturelles, 15 milliards de F CFA seront alloués au Projet régional d’appui au pastoralisme.

## Commerces
En juin 2014, le géant français de la grande distribution Auchan annonce son implantation au Sénégal avec 19 magasins à ce jour dont un drive.
Il existe également des magasins comme Casino supermarché et Carrefour Market et un Système U en franchises.[réf. nécessaire]
Il y a aussi plusieurs centres commerciaux à Dakar ainsi que dans tout le Sénégal tels que :
- Sea Plaza à Dakar avec entre autres Casino et Mango[réf. nécessaire].

- Dakar City à Dakar avec des boutiques telles que Celio, Guess, City Sport, une boutique Orange et Canal+[réf. nécessaire].

Carrefour Market possède un magasin dans le quartier de Pointe E et Système U dans la station touristique de Saly Portudal[réf. nécessaire].

### Transport
L'aéroport international de Dakar - Blaise-Diagne est le principal point d'entrée aérien vers le Sénégal. Il est inauguré le 7 décembre 2017. Le 25 mai 1971, l'avion supersonique Concorde fait un premier vol de démonstration Paris-Dakar en 2 h 52 min (dont 2 h 07 min en vol supersonique) et le 21 janvier 1976 ouvre pour la première fois sa ligne commerciale Paris-Dakar-Rio. Le président Senghor assiste à son arrivée à l’aéroport de Dakar ainsi que les premiers passagers supersoniques de l'histoire de l'aviation. Le 1er avril 1982, c'est la fin de la liaison Paris-Rio.
Depuis 2018, la compagnie aérienne nationale Air Sénégal SA, entièrement détenue par l’État à travers la Caisse de Dépôt et de Consignation, propose des destinations vers l’Europe et l'Afrique. Elle est l’une des premières compagnies africaines à exploiter l’A330 neo depuis février 2019. Au total, le pays compte trois compagnies aériennes, Transair qui réalise des vols réguliers avec Air Sénégal, et Arc en Ciel Airlines, qui réalise des vols affrétés.
Trois axes routiers transafricains passent par Sénégal:
1. Transafricaine 1, Le Caire (Égypte) - Dakar —
2. Route trans-sahélienne, Dakar - N'Djamena (Tchad) —
3. Autoroute côtière trans-ouest-africaine, Dakar - Lagos (Nigeria) —

Le réseau routier est bon à l'ouest, mais se dégrade en allant de plus en plus profondément dans le pays. Le réseau de transport est bien développé dans les grandes villes avec les taxis, les bus ou les « cars rapides » plus ou moins en bon état (dans les banlieues et villes secondaires, ce sont des taxis clandos collectifs ou des charrettes). À l'intérieur du pays, ce sont des grands cars blancs Ndiaga Ndiaye et taxis-brousse[réf. nécessaire].
Le réseau des autoroutes sénégalaises s'étend sur 358 kilomètres, ce qui en fait l'un des plus longs réseaux autoroutiers à péage en Afrique de l'Ouest. En 2026, le pays devrait disposer de 578 kilomètres d'autoroutes avec la mise en service du tronçon Dakar-Saint-Louis de 199 kilomètres et de la VDN 4 entre Lac Rose et Diamniadio.
À terme, l’objectif du pays est de réaliser 900 km d’autoroutes d’ici 2030 pour soutenir la vision d’un Sénégal émergent. Un document précise que 3 000 emplois, principalement destinés aux jeunes, ont déjà été créés par les projets autoroutiers. Les travaux réalisés en 2019-2020 ont permis l'ouverture de la sortie de Mbour et le début de ce prolongement autoroutier.
- Tronçon à péage de 222 kilomètres : Dakar-AIBD-Thiés-Touba sur 182 kilomètres et AIBD-Mbour sur 40 kilomètres.
- Tronçon en fin de travaux de 100 km : Mbour-Fatick-Kaolack, avec une mise en service prévue en mai 2025.

Le Train express régional Dakar-AIBD (ou TER Dakar-AIBD) est une ligne de chemin de fer électrique à écartement standard reliant la gare de Dakar à celle de Diamniadio au Sénégal, prévue pour atteindre l'aéroport international Blaise-Diagne (AIBD) ainsi que des villes nouvelles situées dans l'arrière-pays. Un train inaugural a circulé le 14 janvier 2019 et la mise en service pour les voyageurs a lieu le 27 décembre 2021.
{
Cette ligne a pour principal objectif de mieux connecter la capitale, et pour reduire les embouteillages à Dakar, qui concentre la majeure partie de l'activité du pays, avec le reste du Sénégal (elle est complémentaire à l'autoroute A1 dans cet effort) et de s'orienter vers les réseaux de chemins de fer internationaux. Les dessertes vers M'bour et Thiès dans un premier temps sont envisagées à court terme, et vers les autres grandes villes du Centre et du Nord à moyen terme.

### Les limites
| Données                                           | Valeurs                                                                                   |
| ------------------------------------------------- | ----------------------------------------------------------------------------------------- |
| Aéroports (2010)                                  | avec piste goudronnée : 10 avec piste en terre : 10 Total = 20                            |
| Gares ferroviaires : Réseau ferré (2005) :        | 20 906 km                                                                                 |
| Port avec un terminal : Voies navigables (2005) : | Dakar 1 000 km                                                                            |
| Routes (2016)                                     | goudronnées : 5 967 km dont 7 km d'autoroute non goudronnées : 9,604 km Total = 16 496 km |
| Pipeline gaz (2009) :                             | 43 km                                                                                     |
| Sources : CIA World Factbook                      |                                                                                           |

Les réseaux sont plus denses à l'Ouest du pays le long du littoral mais la circulation des marchandises et des personnes est particulièrement difficile vers Dakar et la presqu'île du Cap-Vert. Les infrastructures sont plus rares dans le Sénégal oriental et le désenclavement de ces régions constitue également un défi car les moyens de transport restent souvent traditionnels à l'intérieur du pays.[réf. nécessaire]
Ainsi, le 1er août 2013 a été ouverte une autoroute à péage entre Dakar et Diamniadio.[réf. nécessaire]
D'autres infrastructures sont réalisées :
- nouvel aéroport international Blaise Diagne, inauguré le 7 décembre 2017 [réf. nécessaire];
- aménagement de Saint-Louis pour en faire un port de cabotage[35] ;
- aménagement du port de Ziguinchor pour recevoir des conteneurs[36]

## Secteur primaire

### Agriculture
80% de la population travaille dans l'agriculture, bien que ce secteur ne représente que 17,6% du produit intérieur brut.
Avec l'exode rural qui draine tant de Sénégalais vers la presqu'île du Cap-Vert désormais engorgée, le nombre de paysans a diminué. Aujourd'hui les ruraux ne représentent plus que 55 % de la population totale du Sénégal.
- les céréales – principalement le mil et le sorgho, mais aussi le riz en Casamance –,
- l'arachide qui a perdu la position de monoculture qu'elle a longtemps détenue,
- ainsi que les fruits et légumes, notamment dans la zone horticole des Niayes qui approvisionne l'agglomération dakaroise en produits frais, tels que tomates ou légumes verts.

Le riz est l’aliment de base des sénégalais[réf. nécessaire]. Il s’est fortement substitué aux céréales locales (mil sorgho, maïs), en milieu urbain mais aussi en milieu rural et représente aujourd’hui plus de 50 % de la consommation des ménages en céréales[réf. nécessaire]. Les ménages dépensent en moyenne 8 % de leurs revenus dans l’achat du riz[réf. nécessaire]. Les Sénégalais consomment surtout du riz brisé auquel ils se sont habitués depuis la colonisation (importation des sous-produits de la transformation du riz d’Asie). Le système de production irrigué est pratiqué dans la vallée du fleuve Sénégal (au Nord) où d’importants investissements ont été réalisés depuis 40 ans et dans le bassin de l’Anambé (au Sud). Le potentiel du pays en terres irrigables est de 240 000 ha dans la vallée du fleuve Sénégal et d’environ 16 000 ha dans le bassin de l’Anambé. Les superficies aménagées représentent moins de 3 % du potentiel irrigable. Le riz pluvial se retrouve dans les régions de Ziguinchor, de Kolda et marginalement de Tambacounda.
Les structures d’exploitation horticoles sont caractérisées par la prédominance des vergers et jardins de case et des exploitations privées. Les volumes de production, en forte croissance depuis 15 ans, sont estimés à plus de 600 000 tonnes. De 2000 à 2010, les exportations horticoles sont passées de moins de 1 000 tonnes à 35 000 tonnes. Elles sont estimées à 85 000 tonnes en 2014. Le Sénégal produit des légumes de type européen/régions tempérées (chou, laitue, tomate, aubergine, haricot, melon, carottes, navet, pomme de terre, oignon, etc.) et de type africain/régions chaudes (oseille de Guinée, gombo, aubergine amère, la patate douce, manioc etc.). L’étalement réussi de la production dans l’espace et dans le temps fait de la sous filière maraîchère une des composantes les plus porteuses et les plus dynamiques du secteur horticole.
La production horticole est concentrée principalement dans la bande littorale des Niayes et dans la vallée du fleuve Sénégal. La zone des Niayes (de Dakar à Saint-Louis) qui, est créditée de plus de 60 % des récoltes, fournit oignons, pommes de terre, carottes, chou vert, tomates cerises et de table, aubergines, laitue, piment alors que la vallée du fleuve avec ses immenses potentialités est spécialisée dans la production de tomates industrielles, d’oignons et de patates douces.La zone de production du coton est concentrée au sud du pays dans les régions de Tambacounda, de Kolda, et du sud des régions de Fatick et de Kaolack.
Il s’agit d’une filière structurée autour de la Fédération nationale des producteurs de coton (FNPC), représentant plus de 20 000 exploitations familiales et de la Sodefitex qui dispose de cinq usines d’égrenage à Kahone, Kédougou, Tambacounda, Vélingara et Kolda.

### Élevage
Le cheptel se compose principalement d'ovins (4 497 000 têtes), de caprins (3 833 000 têtes) et de bovins (2 927 000 têtes), auxquels il faut ajouter la volaille industrielle (22 987 000 têtes).

### Pêche
La pêche est une ressource importante du pays. Elle est en bonne partie artisanale et se pratique souvent en pirogue. En 2014, le Sénégal signe des accords de pêche avec l'Union européenne, principalement sur le thon. Pays ouvert sur l’océan, le Sénégal dispose, d’un littoral de 718 km de côtes réputées parmi les plus poissonneuses du monde. Par ailleurs, le pays recèle un réseau hydrographique dense :
- le fleuve Sénégal (1 700 km), avec cinq principaux affluents
- le fleuve Gambie (1 150 km) dont 477 km en territoire sénégalais
- le fleuve Casamance (350 km)
- le fleuve Saloum (250 km)
- le fleuve Sine (130 km)

### Ressources naturelles
Comparé aux autres pays du continent africain, le Sénégal est aussi très riche en ressources naturelles ; (or, gaz, pétrole, phosphates, zircon, fer...etc) mais ses principales recettes aujourd'hui proviennent de la pêche, du tourisme, des services et de l'aquaculture mais compte tenu de sa situation géographique et de sa stabilité politique, le Sénégal fait partie des pays africains les plus industrialisés avec la présence de multinationales majoritairement d'origine française et dans une moindre mesure américaine.
Le secteur agricole emploie environ 67 % de la population sénégalaise. Cependant la part du secteur primaire dans le Produit intérieur brut (PIB) ne cesse de décroître. Mais en 2015 du fait de L'augmentation de la pluviométrie et le financement du secteur de l'arachide, principale culture de rente du pays, ont augmenté la contribution de l'agriculture à plus de 9 % du PIB. La pêche qui reste cependant un secteur clé de l'économie familiale sénégalaise subit également les conséquences de la dégradation des ressources halieutiques (surexploitées) et de l'augmentation récente de la facture énergétique. L'essentiel de la richesse produite se concentre dans les services et la construction et se situe à Dakar et dans sa périphérie.
De vastes gisements de gaz sont découverts au printemps 2017. L'exploitation devait débuter en 2021.
En mai 2022, le président Macky Sall et son homologue allemand Olaf Scholz étudient une possible entente pour que le gaz du Sénégal vienne alimenter l'Europe qui cherche à se défaire de sa dépendance à la Russie après l'éclatement du conflit en Ukraine. « Nous sommes prêts, le Sénégal en tout cas, à travailler dans une perspective d’alimenter le marché européen en GNL », a déclaré Macky Sall.
En mars 2024, le Sénégal, désormais riche de ses gisements de gaz exploités, intègre le Forum des pays exportateurs de gaz (GECF), un groupe d'États qui possèdent plus de 50 % des réserves mondiales prouvées en gaz et qui exportent plus de 70 % du GNL mondial.

## Secteur secondaire
Au moment de son accession à l'indépendance en 1960, le Sénégal était le pays le plus industrialisé d'Afrique noire francophone et sa croissance s'est poursuivie jusqu'au milieu des années 1970. Aujourd'hui le secteur secondaire est en crise, notamment faute de maîtrise des énergies.

### Ressources énergétiques et minières
En octobre et novembre 2014 la Compagnie Écossaise Cairn Energie a annoncé une découverte de pétrole au large des côtes du Sénégal. Deux puits de pétrole avec des réserves récupérables estimées à 400 millions de barils pour les deux puits, les débuts de son exploitation ne seront que d'ici 5 ans.
Le Sénégal n'a pas de charbon et peu d'hydrocarbures. La raffinerie de pétrole installée à Mbao en 1963 alimente les centrales de Bel-Air et du Cap des Biches, contrôlées par la Senelec.
En 2015, le gisement gazier de Tortue, situé sur la frontière maritime entre le Sénégal et la Mauritanie, a été découvert par la société Kosmos Energie. Sa taille est estimée à 25 trillions de pieds cubes, volume correspondant à plus de 16 % des réserves algériennes ou 14 % de celles du Nigeria. Une fois son exploitation assurée, il constituera un vecteur de croissance de l'économie sénégalaise.
Au Nord, le fleuve Sénégal a fait l'objet d'aménagements dans le cadre de l'Organisation pour la mise en valeur du fleuve Sénégal (OMVS), surtout dans la basse vallée. Le barrage de Diama a pour mission de réguler le fleuve, et la mise en service de la centrale hydroélectrique du barrage de Manantali au Mali en 2002 a ouvert de nouvelles perspectives.
Quant à l'utilisation d'énergies renouvelables, elle reste balbutiante.
Le pays possède des filons d'or, de fer et d'uranium au niveau du Sénégal oriental mais aussi des phosphates, exportés essentiellement en Inde sous forme d'acide phosphorique, du fer, de l'or (exploité depuis 2009), des schistes bitumeux, du sel marin (Sine-Saloum et lac Rose).
Une mine de zircon, appelée à produire 7 % de la production mondiale de zircon, est en service depuis 2014 à Diogo dans le département de Tivaouane.
En août 2024, le gouvernement fraichement élu fait part de son intention de renégocier les contrats pétroliers, gaziers et miniers qu'il juge peu favorables aux intérêts du Sénégal.

### Industries agroalimentaires
Les industries les plus importantes sont Suneor (ex-Sonacos) pour la filière arachide et les Grands moulins de Dakar pour la farine, auxquelles il faut ajouter la Compagnie sucrière sénégalaise et la Société des brasseries de l'Ouest africain.

## Secteur tertiaire
Le secteur tertiaire produit 57,69 % du produit intérieur brut, soit 6360,6 milliards Fcfa en 2017. Les prévisions 2022 annoncent une possible baisse de cette part à 53,81 % du PIB[réf. nécessaire].
Les principaux fournisseurs du secteur tertiaire sont le commerce (1 577,3 milliards Fcfa), le transport (478,0 milliards Fcfa), les services d'hébergement et de restauration (161,5 milliards Fcfa) ainsi que le secteur de l’information et de la communication (573,6 milliards Fcfa).
Les services financiers et l’assurance produisent 289,6 milliards Fcfa en 2017, soit 2,63% du PIB. Au 31 décembre 2022, le pays compte :
- 27 banques sénégalaises,
- 4 établissements financiers à caractère bancaire
- 19 compagnies d’assurance non vie dont les principales sont Axa, Amsa assurances Sénégal et PA[62].
- 10 compagnies d’assurance vie

## Secteur informel
Échappant à tout type de dénombrement ou de contrôle, ce secteur est particulièrement développé au Sénégal, surtout dans les secteurs de la pêche, du petit commerce et de l'artisanat. Avec l'État, c'est le principal pourvoyeur d'emplois et la première source de revenus[réf. nécessaire].

## Le plan Sénégal émergent
Le président Macky Sall, qui est élu en mars 2012 dans le cadre d'un programme politique réformiste, hérite d'une économie aux coûts énergétiques élevés, d'un environnement commercial difficile et d'une culture de dépenses excessives. Le président Sall dévoile un plan économique, le Plan Sénégal émergent (PSE), qui vise à mettre en œuvre sur 30 ans des réformes économiques prioritaires et des projets d'investissement pour augmenter la croissance économique tout en préservant la stabilité macroéconomique et la viabilité de la dette. Les goulets d'étranglement bureaucratiques et un climat des affaires difficile sont parmi les défis permanents qui peuvent ralentir la mise en œuvre de ce plan.
Le gouvernement se concentrera sur 19 projets dans le cadre du PSE pour le budget 2016 afin de poursuivre la transformation structurelle de l'économie. Ces 19 projets incluent l'autoroute Thiès-Touba, dont le nouvel aéroport Blaise-Diagne. Le Sénégal augmentera le programme national d'allocations familiales et le programme d'urgence de développement communautaire en 2016. L'approvisionnement en électricité est une contrainte majeure pour le développement du Sénégal. Les prix de l'électricité au Sénégal sont parmi les plus élevés au monde. Power Africa, un programme dirigé par l'USAID et l'OPIC, prévoit d'augmenter la capacité de production actuelle de 500 MW à plus de 1000 mW dans les trois à cinq prochaines années. Les récentes découvertes de gaz à la frontière sénégalo-mauritanienne et au sud de Dakar contribueront à pallier certaines des pénuries d'énergie.[réf. nécessaire]
Plusieurs projets comme la relance de l'exploitation des mines de fer ou du secteur de l'énergie sont en phase d'étude.
Il permettra la création d'emploi et la restructuration d'entreprise en difficulté. plusieurs projets ont été retenus et ont déjà commencés. la relance de l'agriculture figure parmi les priorités du plan. Le président Sall a annoncé son projet de faire de Diamniadio une ville moderne afin de désengorger la capitale Dakar. De nombreux projets ont vu le jour ou le seront bientôt l'exemple de l'aéroport international Blaise Diagne, le train express régional, l'hôtel 5 étoiles, la gare des gros porteurs, les logements sociaux. Le gouvernement se concentrera sur 19 projets dans le cadre du PSE pour le budget 2016 afin de poursuivre la transformation structurelle de l'économie. Ces 19 projets incluent l'autoroute Thiès-Touba, dont le nouvel aéroport Mbour-Thiès.[réf. nécessaire]

## Aide internationale
Rapporté au PIB, le montant de l'aide publique au développement (APD) atteint 11 %. Juste derrière la Banque mondiale, la France est le deuxième contributeur en matière d'APD.
Le Sénégal reçoit un soutien technique du FMI au titre d'un instrument de soutien à la politique économique (ISPE) pour aider à la mise en œuvre du PSE. La mise en œuvre de l'ISPE continue d'être satisfaisante, comme l'a conclu la deuxième mission d'examen du FMI en mars 2016 et 2017. Les investisseurs ont manifesté leur confiance dans le pays grâce aux émissions d'Eurobonds réussies du Sénégal ces dernières années.
Les données du FMI affirment également que le pays a progressé dans l’exécution des projets d’infrastructures, mais qu’il doit à présent accélérer la mise en œuvre des réformes pour améliorer le climat des affaires et attirer les investissements privés. À ce titre, la nouvelle Zone économique spéciale (le Sénégal a érigé à Sandiara une zone économique où les lois sont plus avantageuses pour les entreprises que celles pratiquées dans le reste du pays) pourrait jouer un rôle catalyseur. Il faudra aussi davantage avancer sur le plan des mesures pour faciliter l’accès au crédit des petites et moyennes entreprises et, plus généralement, favoriser la transition du secteur informel vers le secteur formel.
Par ailleurs, les transferts financiers venus de la diaspora sénégalaise (l'émigration en Europe et aux États-Unis) représentent aujourd'hui une rente non négligeable. On estime que le flux financier généré par l'émigration sénégalaise est au moins égal au volume d'aides de la coopération internationale (soit 37 dollars par habitant et par an).
Fin mai 2022, le FMI réaffirme sa volonté d'aider le Sénégal en validant l'octroi de 161,8 millions de droits de tirages spéciaux (DTS), soit l’équivalent d’environ 217 millions de dollars environ, sous réserve de validation du conseil d'administration de l'institution. Cette aide doit permettre au Sénégal de lutter contre la flambée des prix du pétrole et des denrées alimentaires tout en répondant à l'urgence socio-économique.

## Rôle de l'État

### Partenariats économiques
Les exportations sénégalaises sont dirigées essentiellement vers le Mali, l'Inde (acide phosphorique), la Suisse (or), la Guinée et la France.
Les importations proviennent essentiellement de France, du Nigéria (pétrole), de Chine, des Pays-Bas et des États-Unis.
Le Sénégal est membre de l'Union économique et monétaire ouest-africaine

### Produits commerciaux
Comparé aux autres pays du continent africain, le Sénégal est très pauvre en ressources naturelles même si de l'or est désormais produit à Sabodala, ses principales recettes provenant de la pêche et du tourisme :
- la pêche constitue la principale source de devises au Sénégal. Depuis la réduction de la taxe de douane, cela a dopé l'exportation au détriment de l'écosystème des fonds marins[71] ;
- le tourisme est développé essentiellement sur le littoral avec de grands complexes hôteliers internationaux et des hôtels locaux de grande qualité.

Les principales exportations sont les phosphates et ses dérivés (acide phosphorique), les produits de la mer (poissons, crustacés et coquillages), l'or, le ciment et les arachides.

### Difficultés économiques
Le poids de la dette extérieure de ce pays pauvre très endetté (PPTE) et le secteur agricole qui emploie à peu près 70 % de la population sénégalaise laisse peu de marge pour un décollage économique. De plus, l'agriculture sénégalaise est très sensible aux aléas climatiques et aux invasions acridiennes.
Il faut prendre en considération que la population du Sénégal souffre de plusieurs inégalités de revenus. C'est un phénomène assez courant dans cette région africaine. En effet, les 5 % des ménages les plus riches accaparent 47 % des revenus alors que 80 % des gens les plus pauvres réussissent à capter moins de 28 % des revenus.
En 1994, la monnaie est dévaluée et une politique de libéralisation est activement menée. Le Sénégal essaye d'entrer dans les conditions requises par le Fonds monétaire international (FMI) afin de bénéficier d'un allègement de la dette pour le développement du pays. Depuis 2006, le Sénégal est dans la liste des pays éligibles.
La pandémie de Covid-19 a un impact sur la situation économique du pays et celles des finances de l'État, avec une augmentation du déficit public.
En octobre 2024, la note financière du Sénégal est dégradée à B1 par l'agence de notation financière Moody's après les déclarations du Premier ministre Ousmane Sonko dénonçant les malversations comptables du gouvernement précédent sous le président Macky Sall et l'endettement massif. Le FMI suspend ensuite son programme d'aide.
En février 2025, la Cour des comptes réévalue l'état des finances publiques et trouve des chiffres très différents de ceux annoncés par le précédent gouvernement Kaba (sous Macky Sall). La dette publique en 2023 est ainsi proche des 100 % du PIB contre 65,6 % selon l'annonce du précédent gouvernement et le déficit budgétaire est de 12,3 % du PIB (contre 4,9 %). Dans son rapport, la Cour des comptes liste de nombreux manquements, anomalies et irrégularités. Moody's dégrade alors la note du Sénégal de B1 à B3,. Cette mauvaise estimation est confirmée par le Fonds monétaire international qui évalue à 7 milliards de dollars la dette publique « cachée » entre 2019 et 2024. Le FMI juge que cette sous-estimation a été faite consciemment. Un prêt du FMI au Sénégal d'un montant de 1,8 milliard est alors suspendu en attendant que les autorités sénégalaises produisent un rapport sur la manière dont cette sous-estimation a pu rester cachée et des mesures pour empêcher cette sitation de se représenter.
En avril 2025, le FMI évalue la dette publique du Sénégal à 111 % du PIB et en juin 2025, la banque britannique Barclays évalue cette dette publique à 119 % du PIB pour 2024. Ce chiffre fait du Sénégal le pays le plus endetté d'Afrique et le pays doit emprunter à des taux plus élevés, en particulier après la dégradation, en juillet, de la note du Sénégal définie par l'agence Standard & Poor's (la note passe de B à B-). En juillet, le FMI estime que le rapport de la Cour des comptes de février est incomplet et confirme la suspension du prêt,,,.
En conséquence, le président Bassirou Diomaye Faye et son Premier ministre Ousmane Sonko annoncent, début août, un « plan de redressement économique et social ». Conscients que le Sénégal va peiner à emprunter sur les marchés financiers et auprès du FMI, le plan vise à obtenir 6 000 milliards de francs CFA en trois ans, principalement par l'augmentation de certaines taxes (jeux en ligne, tabac, envoi d'argent par des applications mobiles) et la diminution des dépenses de l'État. Le gouvernement fait aussi appel à l'épargne des Sénégalais. Les allocations familiales sont augmentées et le prix des denrées alimentaires de base devrait baisser. L'objectif est une baisse du déficit à 3 % (contre 14 % en 2024) et une stabilisation de la dette,.

## Chiffres clés
| Données                                             | Valeurs                                                                      |
| --------------------------------------------------- | ---------------------------------------------------------------------------- |
| Produit intérieur brut en parité de pouvoir d'achat | 22,62 milliards de dollars (2009)                                            |
| Produit intérieur brut au taux de change officiel   | 12,79 milliards de dollars (2009)                                            |
| Produit intérieur brut par habitant                 | 1 900 dollars (2009)                                                         |
| Main d'œuvre par secteurs (2007)                    | agriculture : 77,5 % industrie et services : 22,5 %                          |
| Taux de chômage                                     | 15,7 % (2017) selon les chiffres officiels mais souvent estimé à plus de 40% |
| Dette extérieure                                    | 17,8 % du PNB (2006)                                                         |
| Indice de développement humain                      | 0,511 (2021)                                                                 |
| Population sous le seuil de pauvreté                | 46,7 % (estimation 2011)                                                     |
| Coefficient de Gini                                 | 41,3 (2001)                                                                  |
| Sources : CIA World Factbook                        |                                                                              |

| Année | PIB en milliards de dollars (parité de pouvoir d'achat) | PIB par habitant en dollars (parité de pouvoir d'achat) | Croissance du PIB par an |
| ----- | ------------------------------------------------------- | ------------------------------------------------------- | ------------------------ |
| 1980  | 4,6                                                     | 816                                                     | −0,8 %                   |
| 1985  | 6,9                                                     | 1 049                                                   | 3,7 %                    |
| 1990  | 9,0                                                     | 1 184                                                   | −0,7 %                   |
| 1995  | 11,2                                                    | 1 285                                                   | 5,4 %                    |
| 2000  | 14,9                                                    | 1 512                                                   | 3,2 %                    |
| 2005  | 21,1                                                    | 1 873                                                   | 5,6 %                    |
| 2006  | 22,3                                                    | 1 926                                                   | 2,5 %                    |
| 2007  | 24,0                                                    | 2 020                                                   | 4,9 %                    |
| 2008  | 25,4                                                    | 2 077                                                   | 3,7 %                    |
| 2009  | 26,2                                                    | 2 085                                                   | 2,4 %                    |
| 2010  | 27,2                                                    | 2 138                                                   | 4,3 %                    |
| 2011  | 28,7                                                    | 2 158                                                   | 1,9 %                    |
| 2012  | 30,6                                                    | 2 229                                                   | 4,5 %                    |
| 2013  | 32,2                                                    | 2 277                                                   | 3,6 %                    |
| 2014  | 34,0                                                    | 2 342                                                   | 4,1 %                    |
| 2015  | 36,7                                                    | 2 448                                                   | 6,5 %                    |
| 2016  | 39,6                                                    | 2 572                                                   | 6,7 %                    |
| 2017  | 43,2                                                    | 2 726                                                   | 7,2 %                    |